# Hans Leu el Joven
Hans Leu el Joven (Hans Leu der Jüngere, Zúrich, ca. 1490 - Kappel am Albis, 1531) fue un pintor suizo del Gótico final o Renacimiento inicial centroeuropeo. En otras fuentes se indica su lugar de nacimiento como Basilea y su lugar de fallecimiento como Gubel, al haber muerto luchando como mercenario en la batalla de Gubel (24 de octubre de 1531).
Aprendió el oficio con su padre Hans Leu el Viejo (1460-1507), cuyo taller en Zúrich heredó. Estuvo vinculado a talleres de la zona renana, como los de Alberto Durero (donde se registra su presencia en 1510) y Hans Baldung Grien, y del Danubio, como el de Altdorfer; también se detecta en su obra la influencia de otros pintores alemanes, como los Holbein. Tras una estancia en Friburgo, se estableció definitivamente en Zúrich en 1514.
Cultivó tanto la pintura religiosa como la pintura mitológica, el paisaje y el retrato; y las técnicas de la pintura al óleo, al temple, el dibujo y el diseño de vidrieras, aunque la mayor parte de su obra son retablos. Hay cuadros suyos conservados en museos de Basilea, de Zúrich y de Viena.

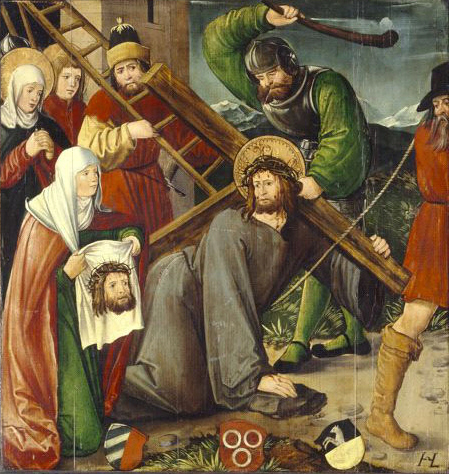
Cristo y la Verónica, después de 1515, Schweizerisches Nationalmuseum, Zúrich.
Retrato de desconocido, ca. 1516, Zentralbibliothek, Zúrich.
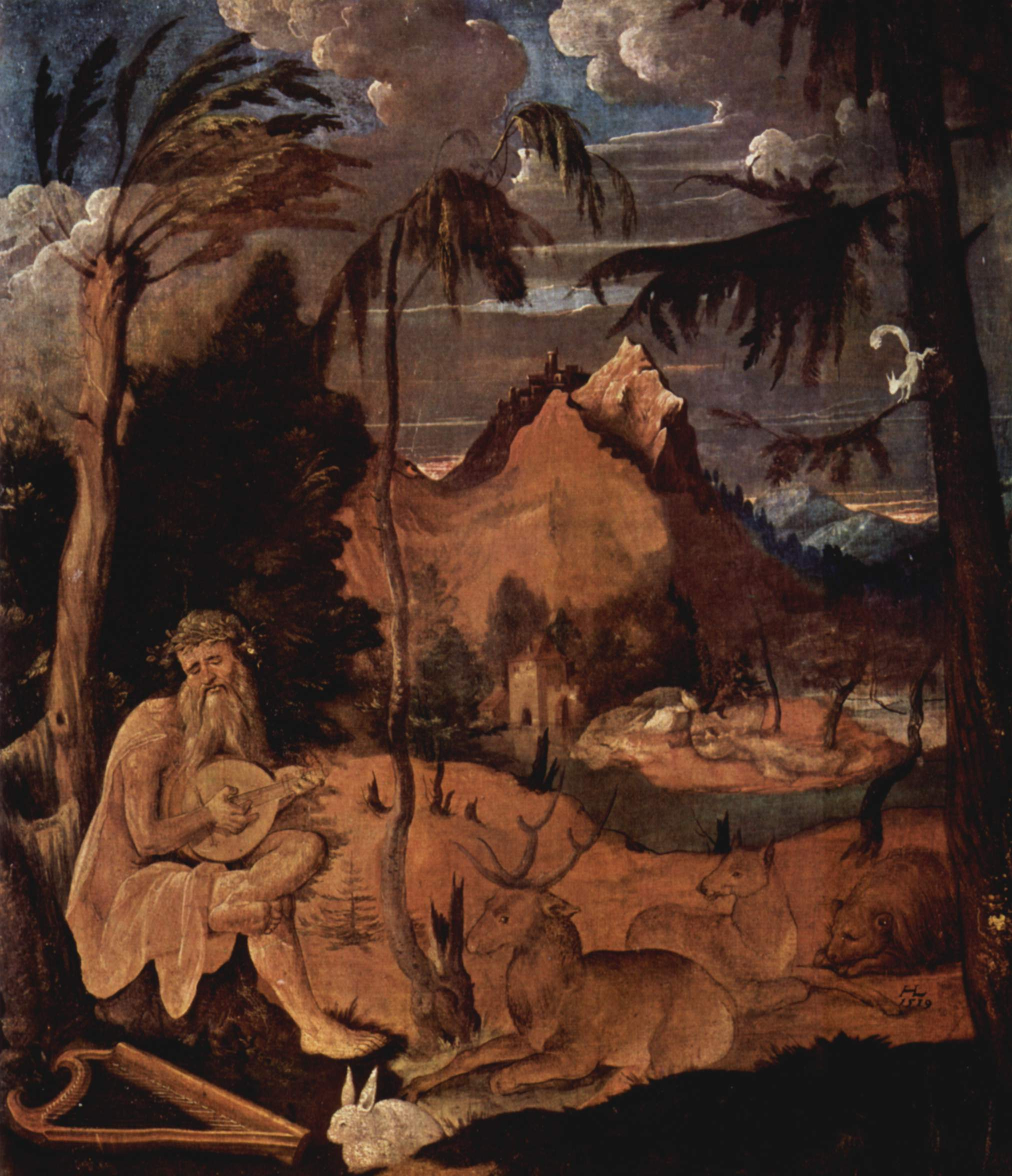
Orfeo calmando a las bestias, 1519, Kunstmuseum, Basilea.
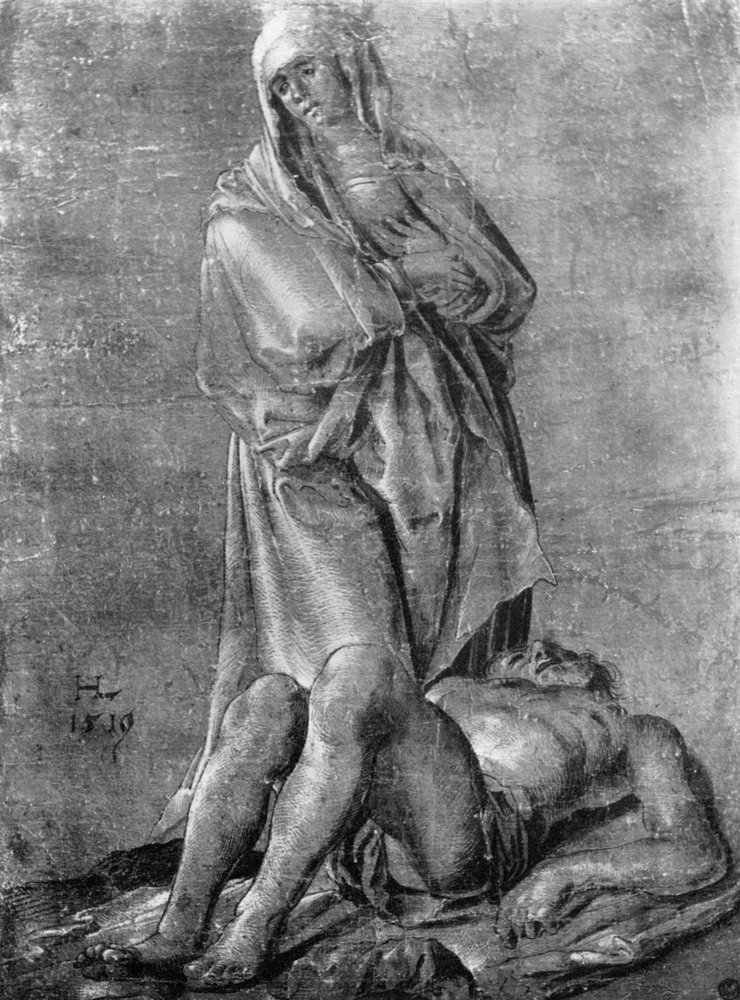
Piedad.